# Droit de joyeux avènement
Le droit de joyeux avènement ou don de joyeux avènement est le nom de l’impôt que s’octroyaient les rois de France, à l’issue de leur sacre (considéré comme « l’avènement joyeux »), aux dépens des communautés urbaines ou religieuses, en contrepartie de la confirmation des privilèges existants.
Ce terme peut également être utilisé pour décrire une libéralité que fait le nouveau titulaire d’un poste, d’une fonction, d’une dignité, par allusion à cet usage ancien.

## Définition
Selon le Centre national de ressources textuelles et lexicales (CNRTL), le droit de joyeux avènement est « un tribut féodal qu'on levait sur le peuple au début de chaque règne ». En France, sous l'Ancien Régime, c'est le don fait au roi lorsqu'il montait sur le trône et, par extension, « une libéralité faite par le roi lors de son accession au trône en octroyant des remises de peine en don de joyeux avènement ».

## Histoire
En 1383, les habitants de Cambrai offrirent 6 000 livres au nouveau roi Charles VI. En 1484, les États généraux assemblés à Tours accordèrent deux millions cinq cent mille livres et trois cent mille livres au roi Charles VIII, au titre du joyeux avènement.
En 1492, le premier acte du gouvernement du roi Louis XII fut d’accorder l’exemption du tribut féodal qu’on levait au commencement de chaque règne sous la dénomination singulière de joyeux avènement.
À l'avènement du roi Louis XV, qui exige son versement, les États de Bretagne versèrent trois millions de livres au trésor royal alors que la province était déjà endettée de trente-six millions.
Le 30 mai 1774, le roi Louis XVI renonce à ce droit, et son épouse, la reine Marie-Antoinette renonce au « droit de ceinture » qui est un droit similaire qui pesait surtout sur les ménages les plus pauvres,.

## Annexe